# Chantal Van Audenhove
Chantal Julienne Marie Van Audenhove (Gent, 9 oktober 1956) is een Belgisch psychologe en emeritus hoogleraar aan de Katholieke Universiteit Leuven.

## Levensloop
Chantal Van Audenhove studeerde in 1979 af als licentiaat psychologie aan de Katholieke Universiteit Leuven. Ze begon haar loopbaan als assistent aan de afdeling psychodiagnostiek van de KU Leuven. In 1986 promoveerde ze tot doctor in de psychologie. In de periode 1980 tot 1988 doceerde ze psychopathologie in de opleiding maatschappelijk werk bij KASA in Antwerpen en HIMCW in Brussel. Van 1988 tot 1993 werkte Van Audenhove als adviseur voor de Centra voor Geestelijke Gezondheidszorg (CCG) bij het Verbond der Medisch Sociale Instellingen (VMSI). Van 1990 tot 1992 was ze verbonden aan het Vlaams Huisartsen Instituut als coördinator van het onderzoeks- en vormingsproject "Omgaan met seksualiteit en anticonceptie". 
In 1995 werd ze docent aan de faculteit Geneeskunde van de KU Leuven en in 2004 werd ze hoogleraar. In 2022 ging ze met emeritaat. Van Audenhove doceerde vakken in de psychologie en toegepaste communicatieleer in de artsen- en tandartsenopleiding. Ze werd in 2017 vicerector diversiteits- en studentenbeleid, ook bevoegd voor beleidsgericht onderzoek. Ze legde deze functie in september 2019 vlak voor het begin van het nieuwe academiejaar neer. Van 1995 tot 2003 doceerde ze tevens aan de Université catholique de Louvain.
In 1992 werd Van Audenhove projectleider bij het interdisciplinair onderzoekscentrum LUCAS (Centrum voor Zorgonderzoek en Consultancy) van de KU Leuven en van 1996 tot 2022 was ze directeur van dit centrum.
Van januari 2007 tot eind 2021 was ze promotor-coördinator van het Steunpunt Welzijn Volksgezondheid en Gezin (SWVG). 
Sedert januari 2018 is Van Audenhove voorzitter van Familiehulp. Eind 2019 volgde ze Jan Renders als voorzitter van het Vlaams Welzijnsverbond op.
Sedert 2013 is ze meter van de Alzheimer Liga Vlaanderen.
Van Audenhove is getrouwd met voormalig politicus Luc Martens.

### Onderscheidingen
In februari 2012 ontving Van Audenhove de leerstoel (2012-2016) van het fonds GavoorGeluk.
Ze was in 2015 laureaat van de Prijs Malou Malou die door de Koning Boudewijnstichting wordt beheerd.
In juli 2018 ontving Van Audenhove een Ereteken van de Vlaamse Gemeenschap.
Ze ontving de eerste award van Patient Room of the Future (FRoF) in 2012 en de leerstoel 2019-2021 van Patient Room of the Future voor Implementatie-onderzoek in zorg en welzijn.